# 다가오는 중국과의 갈등
다가오는 중국과의 갈등은 Richard Bernstein 과 Ross H. Munro가 1997년에 쓴 책이다. 이 책은 미국 과 중화인민공화국 사이의 갈등이 21세기 초반을 지배할 것이라고 주장했으며, 저자들이 미국에 대한 중국의 위협으로 본 것에 대응하기 위한 다양한 조치를 옹호했다.

## 개발
Richard Bernstein은 원래 1996년부터 이 책에 대한 자신의 아이디어를 이야기하기 시작했다. 당시 번스타인은 뉴욕 타임스 의 도서 평론가로 일하고 있었지만 이전에는 베이징에서 타임지 지국장을 역임했다. 번스타인은 책에 대한 자신의 아이디어를 논의하기 위해 먼로에게 전화를 걸었고 결국 책 집필에 협력하기로 결정했다. 번스타인의 친구인 먼로는 베이징에서 토론토 글로브 앤 메일(Toronto Globe and Mail) 특파원으로 일했으며 1978년 인권에 관한 글을 썼다는 이유로 중국에서 추방된 후 홍콩의 타임지 에서 일했다. 이 책의 텍스트는 일관된 글쓰기 스타일을 유지하기 위해 번스타인이 처음부터 끝까지 썼으며, 먼로는 이 책에 포함할 사실적인 내용을 제공했다.
책은 중국 장군 Mi Zhenyu의 다음과 같은 말을 인용하면서 시작된다. "[미국의 경우] 상대적으로 오랫동안 우리는 조용히 복수심을 품는 것이 절대적으로 필요할 것이다... 우리는 우리의 능력을 숨겨야 한다. 그리고 시간을 기다려라."
번스타인과 먼로는 이 책에서 중국 공산당이 미국을 "패권주의 세력"으로 간주한다는 1994년 선언을 바탕으로 중국 정부가 미국을 적으로 보고 아시아에서 미국을 대체하기를 원한다고 주장한다. 번스타인과 먼로는 중국을 이념적으로 공산주의나 그 자체로는 팽창주의가 아니라고 규정했지만, 그들은 또한 중국의 통치자들이 자신만의 패권을 확립하고 미국의 군사 기술을 획득하여 자신을 강화하기를 원하며 또한 전 세계적으로 미국의 반대자들을 지원하려고 노력했다고 말했다. . 저자들은 중국을 "아시아를 지배하려는 목표를 갖고 있는 만족스럽지 못하고 야심찬 세력"으로 묘사한다. 또한 번스타인과 먼로는 중국 통치자들이 천안문 학살 이전에 학생 시위대의 행동에 대해 미국을 비난했다는 견해를 표명했다.
저자들은 미국과 중국 간의 전쟁이 가능하며 대만이 가장 가능성이 높은 "인화점"이라는 견해를 표명했다. 이 책에는 중국이 대만을 군사적으로 정복하려고 시도하는 대만과의 잠재적 갈등을 설명하는 장이 포함되어 있다. 번스타인과 먼로는 “향후 10~20년 안에 중국은 이에 상응하는 경제력을 갖춘 지구상에서 두 번째로 강력한 군사력을 갖춘 강국이 될 것”이라고 예측했다.
번스타인과 먼로는 빌 클린턴 행정부의 중국 정책을 강력히 비판했으며, 특히 1992년 대선 에서 중국의 인권이 개선되지 않으면 클린턴이 중국의 최혜국 (MFN) 지위를 박탈하겠다고 약속했지만 클린턴이 이를 거부한 점을 비판했다. 캠페인 . 번스타인과 먼로는 이를 "최근 미국 외교사에서 가장 완전한 전환 중 하나"라고 묘사했다. 저자들은 또한 MFN 상태를 인권과 연결시키려는 위협이 "처음에는 나쁜 생각"이었다고 말했다. 그러나 저자들은 1996년 대만 해협 위기에 대한 클린턴 행정부의 대처를 긍정적으로 평가했다.
일본과 관련해 저자들은 미국이 일본의 재무장에 반대하는 것을 중단해야 한다고 주장하고, 대신 약한 일본을 미국에 대한 잠재적인 위험으로 규정했다. 저자들은 중국 정부의 목표가 일본을 평화주의, 중립화, 종속국으로 만드는 동시에 국내적으로는 반일 정서를 조성하는 것이라고 보았다. 저자들은 중국이 개발도상국으로서 세계무역기구(WTO)에 가입하는 것을 반대했다.

## 반응
Publishers Weekly Magazine은 이 책을 "원시적이고 냉철하다"고 묘사하고 이 책을 "강력한 비평"과 "깨우침"으로 칭찬했다. Donald Zagoria는 Foreign Policy 1997년 5월/6월 판에서 이 책을 "비관적"이라고 설명하고 "미국과 중국이 아시아 지역 평화를 유지하는 데 있어 공통 이익을 간과하고 있다"고 비판했다. Paul Kengor는 Presidential Studies Quarterly 의 1998년 여름호에서 이 책을 검토하면서 "클린턴 대통령이 1990년대 미국 외교 정책이 직면한 가장 중요하고 신경 쓰이는 문제 중 하나를 어떻게 처리했는지에 대한 우리의 이해에 잘 문서화된 기여를 제공한 것"이라고 칭찬했다. ". The National Interest 의 1997년 여름호에서 책을 검토한 Harry S. Rowen은 번스타인과 먼로가 책에서 전개한 "원시적" 경제 분석을 비판했으며, 또한 책이 충분히 고려하지 못했다고 생각했다. 중국의 민주화와 인터넷 자유의 증가를 "중요한 누락"으로 간주한다.
Harvard International Review 의 1997년 가을호에 쓴 Steven Goldstein은 이 책을 "논쟁"이자 심지어 "논쟁이나 이해를 진전시키는 데 거의 도움이 되지 않는 논쟁의 패러디"라고 비난했다.
1998년 Daniel Burstein은 Big Dragon: The Future of China 에서 이 책을 "중국 위협 학교의 성경"으로 묘사했다. 먼로는 이 책이 출판된 이후 필라델피아 외교정책연구소 (FPRI)의 아시아 프로그램 책임자직을 잃었다. The Weekly Standard 에 따르면 이는 중국 로비, 특히 FPRI의 이사이자 책을 "증오"했던 Alexander Haig의 압력 때문이었다.
- 다가오는 일본과의 전쟁
- 다가오는 중국의 붕괴